# Элькуш
Элькуш — село в Малокарачаевском районе Карачаево-Черкесской Республики. 
Образует муниципальное образование Элькушское сельское поселение, как единственный населённый пункт в его составе.

## География
Населённый пункт расположен на левом берегу реки Берёзовая, в 32 км к юго-востоку от районного центра — Учкекен. 

## История
Село основано в начале 1920-х годов, на месте хутора помещика Калинкина. До 1926 года носило название Сталин-Юрт.

## Население
| 2002 | 2010 | 2012 | 2013 | 2014 | 2015 | 2016 | 2017 | 2018 |
| ---- | ---- | ---- | ---- | ---- | ---- | ---- | ---- | ---- |
| 390  | ↗446 | ↘437 | ↗439 | ↘431 | ↘424 | ↘412 | ↘396 | ↘392 |
| 2019 | 2020 | 2021 | 2023 | 2024 | 2025 |      |      |      |
| ↗393 | ↘392 | ↗615 | ↘600 | ↘598 | ↘590 |      |      |      |